# Wildflower (Billie Eilish)
Wildflower è un singolo della cantante statunitense Billie Eilish, pubblicato il 28 febbraio 2025 come quarto estratto dal terzo album in studio Hit Me Hard and Soft.
È stato candidato per il Kids' Choice Award alla canzone preferita del 2025.

## Descrizione
Quinta traccia del disco, Wildflower è un brano pop scritto a quattro mani dalla stessa artista assieme al fratello Finneas, quest'ultimo anche responsabile della produzione.

## Formazione
Hanno partecipato alle registrazioni, secondo le note di copertina di Hit Me Hard and Soft:
- Billie Eilish – voce, tastiere, sintetizzatore, glockenspiel, editing vocale
- Finneas – tastiere, sintetizzatore, glockenspiel, batteria, percussioni, chitarra, basso, programmazione, arrangiamento, orchestrazione, editing vocale, produzione
- Andrew Marshall – batteria, percussioni
- Amy Schroeder – violino
- Domenic Salerni – violino
- Nathan Schiram – viola
- Andrew Yee – violoncello
- Dale Becker – mastering
- Katie Harvey – assistenza al mastering
- Noah McCorkle – assistenza al mastering
- Jon Castelli – missaggio
- Aron Forbes – missaggio
- Brad Lauchert – assistenza al missaggio

## Classifiche

### Classifiche settimanali
| Classifica (2024-25) | Posizione massima |
| -------------------- | ----------------- |
| Arabia Saudita       | 2                 |
| Australia            | 14                |
| Austria              | 24                |
| Belgio (Fiandre)     | 45                |
| Belgio (Vallonia)    | 34                |
| Brasile              | 62                |
| Canada               | 20                |
| Danimarca            | 30                |
| Emirati Arabi Uniti  | 9                 |
| Estonia              | 112               |
| Francia              | 42                |
| Germania             | 38                |
| Grecia               | 7                 |
| Irlanda              | 11                |
| Islanda              | 25                |
| Israele              | 37                |
| Lettonia             | 12                |
| Libano               | 18                |
| Lituania             | 13                |
| Lussemburgo          | 16                |
| Malaysia             | 5                 |
| Medio Oriente        | 5                 |
| Norvegia             | 19                |
| Nuova Zelanda        | 11                |
| Paesi Bassi          | 22                |
| Polonia              | 26                |
| Portogallo           | 7                 |
| Regno Unito          | 7                 |
| Repubblica Ceca      | 17                |
| Singapore            | 11                |
| Slovacchia           | 22                |
| Spagna               | 76                |
| Stati Uniti          | 17                |
| Sudafrica            | 21                |
| Svezia               | 34                |
| Svizzera             | 14                |

### Classifiche di fine anno
| Classifica (2024) | Posizione |
| ----------------- | --------- |
| Australia         | 70        |
| Canada            | 77        |
| Islanda           | 61        |
| Nuova Zelanda     | 41        |
| Paesi Bassi       | 92        |
| Portogallo        | 74        |
| Regno Unito       | 66        |
| Stati Uniti       | 89        |
| Svizzera          | 89        |